# Ermita de Sant Vicent Ferrer de les Coves de Vinromà
L'Ermita de Sant Vicent Ferrer (Les Coves de Vinromà), està situada al Pla de Sant Vicent, en el camí del Mas dels Arcs, abans d'arribar al cementeri, a uns 300 m de la població. Ha estat qualificada com a Bé de Rellevància Local amb la categoria de Monument d'Interès Local.

## Història
Fou construïda a principis del segle xvii, ja que al capdamunt de la portada apareix inscrit l'any 1614. I es pot haver edificat en commemoració del segon aniversari del pas del sant per aquestes terres. També és possible que s'iniciés la construcció a finals del segle xv com la nervadura gòtica de l'absis sembla indicar.
Adossada a l'edifici estava la casa de l'ermità, però després de molts anys d'abandó, es va procedir a una rehabilitació, i es va suprimir la casa de l'ermità, deixant al descobert els contraforts, i a més a més, s'ha incidit en els voltants, creant un espai lúdic.

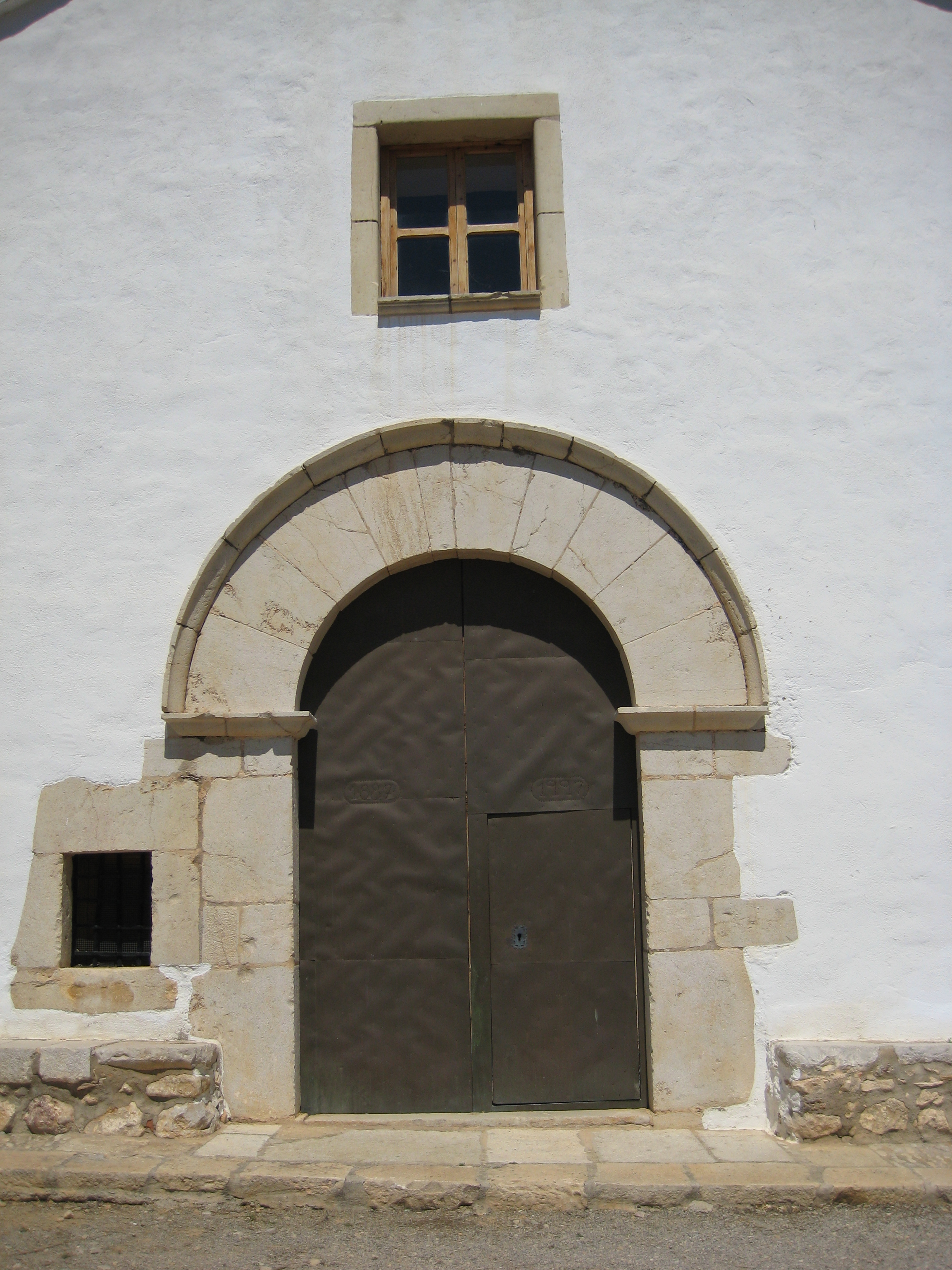
Porta de l'ermita

## Arquitectura
Edifici d'una nau, amb contraforts que el divideixen en tres trams, a més de la capella major, i cor alt als peus. Arcs de mig punt suporten una coberta de volta de creueria simple, mentre el presbiteri té una coberta de volta de creueria amb tercelets. La façana, senzilla, està presidida per una porta de mig punt, amb un arrabà circular que encercla les dovelles, i per damunt, una finestra rectangular, i la cornisa, a dos vessants, coronada per una espadanya. Finestres sageteres il·luminen l'interior.
El temple està construït en maçoneria, excepte l'arc de la porta i la part final dels contraforts, que són de carreus per a millorar la solidesa estructural. El cobert és de teula a dues aigües.

## Festivitat
A principis del segle xx encara se celebrava una romeria anual a l'ermita, i actualment se celebra un dia de berenar i de festa.